# 駒形站

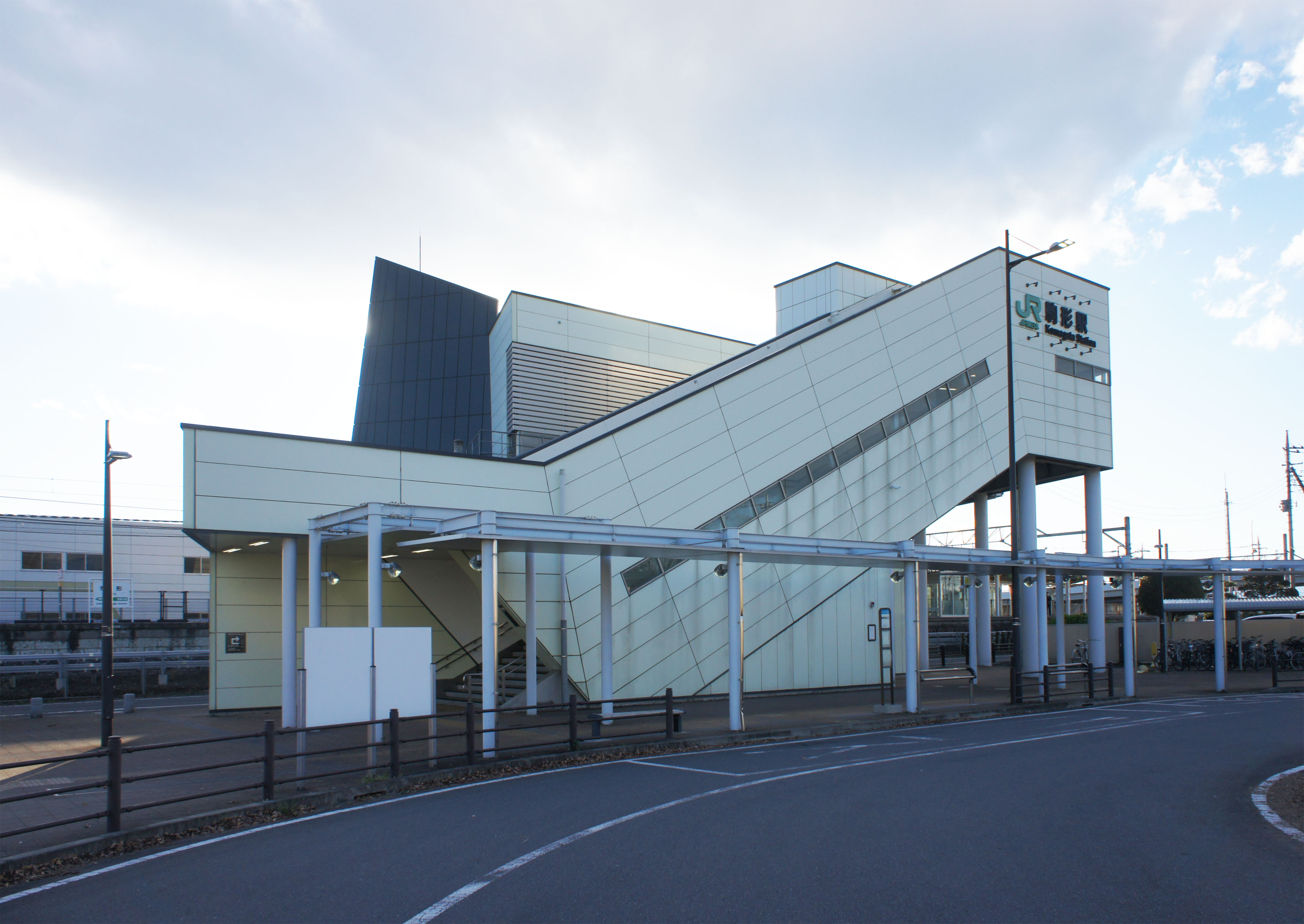
北口（2021年11月）

駒形站（日语：／ Komagata eki */?）是位於日本群馬縣前橋市小屋原町，屬於東日本旅客鐵道（JR東日本）兩毛線的鐵路車站。

## 概要
此站位於前橋市東南部城南地區（舊木瀨村一部分）、廣瀨川與桃之木川合流點的西北部。此站至前橋站為複線，可上下行列車交會。駒形町的中心部分位於廣瀨川南岸，位於此站西南約1公里距離。此站是前橋市內的所有車站當中位置最南端的車站。

## 車站構造

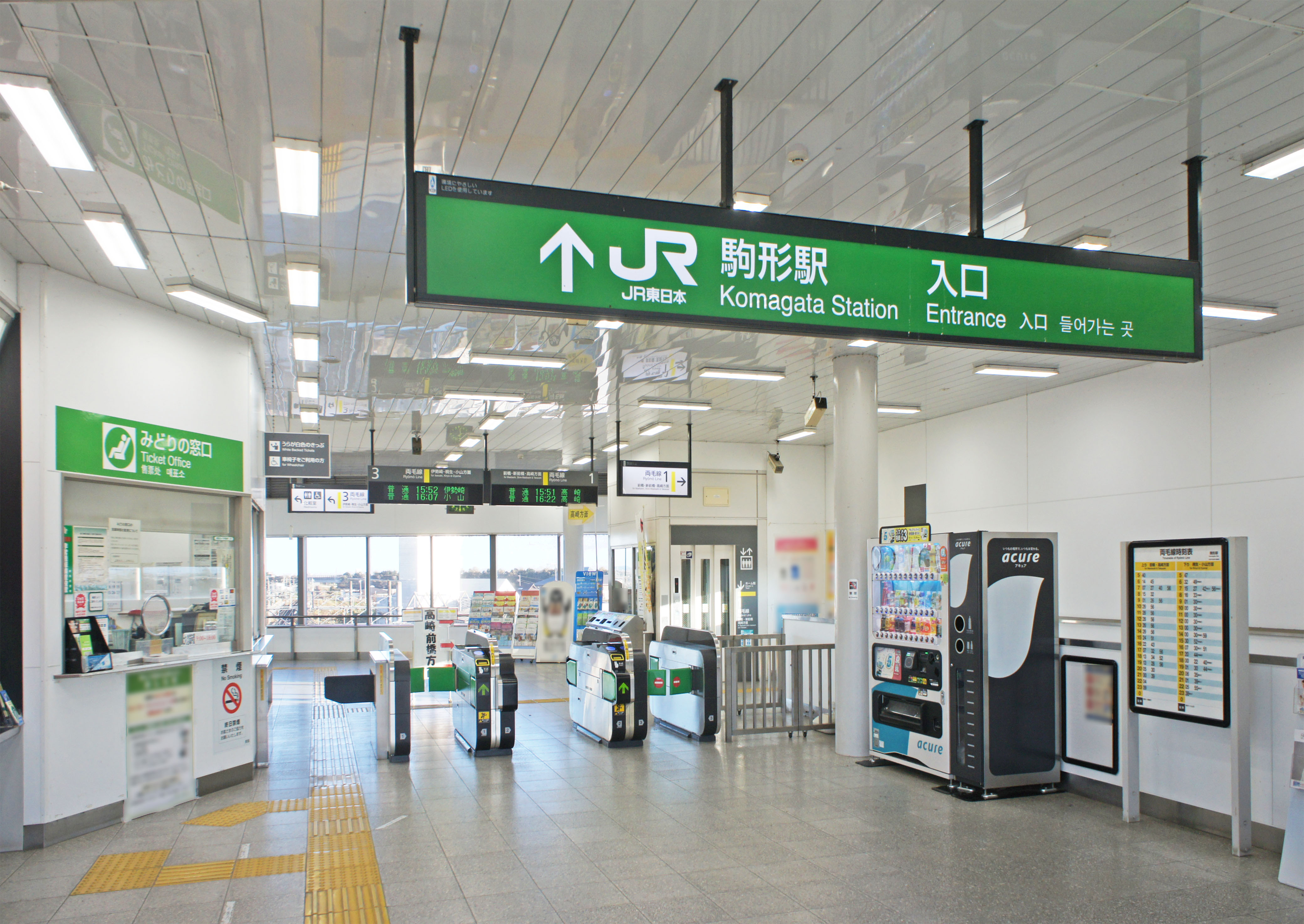
驗票閘口（2021年11月）

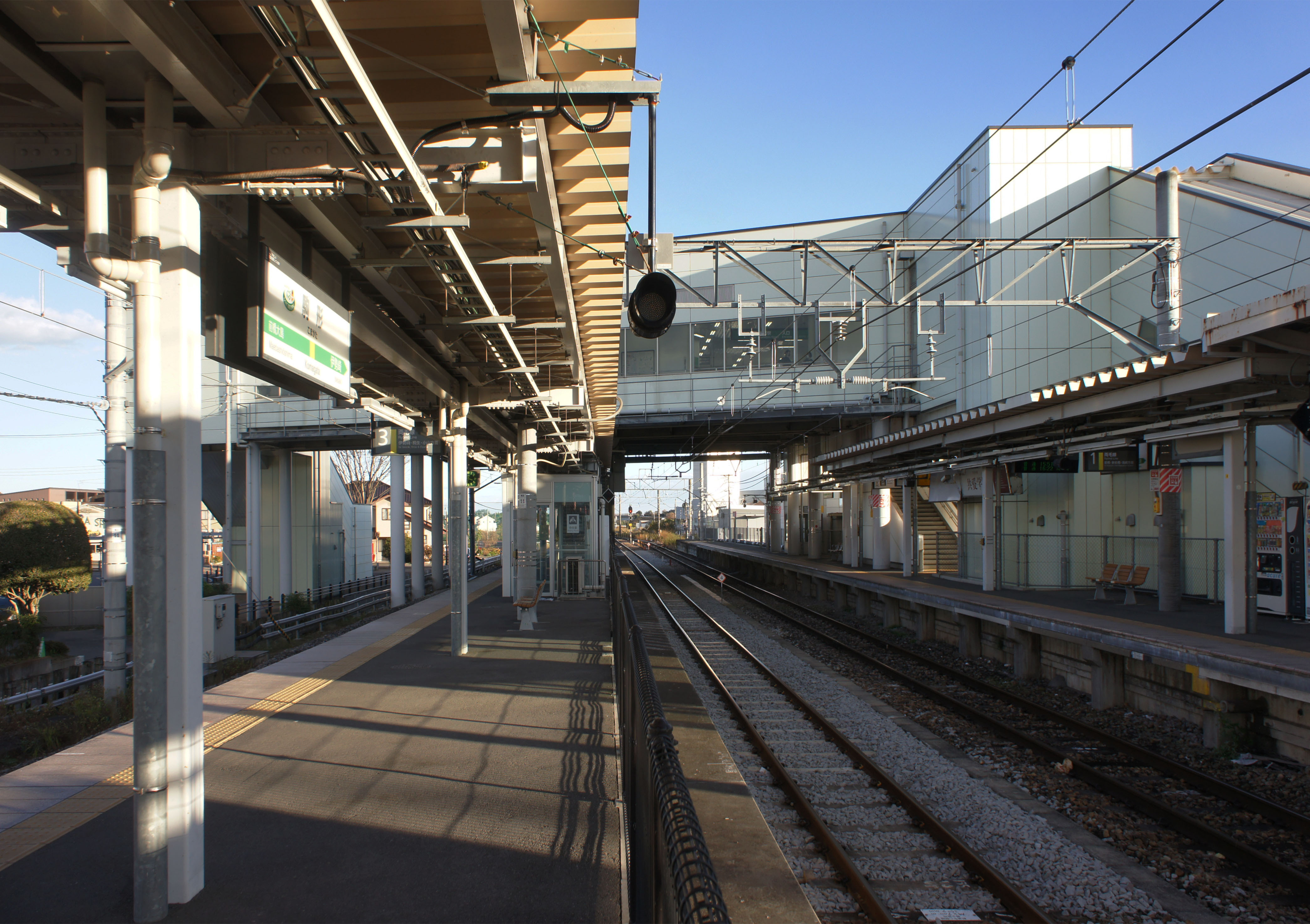
月台（2021年11月）

本站為側式月台1面1線與島式月台1面2線，合計2面3線的地面車站，並設有跨站式站房。2號月台不提供客運列車到發，並以欄杆封鎖，上下車只限1號與3號月台。

### 月台配置
| 月台 | 路線    | 方向 | 目的地                       |
| ---- | ------- | ---- | ---------------------------- |
| 1    | ■兩毛線 | 上行 | 前橋、新前橋、高崎方向       |
| 2    | □兩毛線 | -    | （只限回廠列車等，對外封鎖） |
| 3    | ■兩毛線 | 下行 | 伊勢崎、桐生、小山方向       |

（來源：JR東日本:車站構內圖 （页面存档备份，存于））

## 使用情況
根據JR東日本，2019年（令和元年）度1日平均上車人次為2,939人。此站在兩毛線內（小山站－新前橋站間）的12個有人站當中排行第9位。群馬縣內的8個兩毛線車站當中排行第5位。
近年的推移如下表。
| 上車人次推移       | 上車人次推移     | 上車人次推移    |
| 年度               | 1日平均 上車人次 | 來源            |
| ------------------ | ---------------- | --------------- |
| 2000年（平成12年） | 2,753            | [ 利用客数 2 ]  |
| 2001年（平成13年） | 2,729            | [ 利用客数 3 ]  |
| 2002年（平成14年） | 2,589            | [ 利用客数 4 ]  |
| 2003年（平成15年） | 2,661            | [ 利用客数 5 ]  |
| 2004年（平成16年） | 2,688            | [ 利用客数 6 ]  |
| 2005年（平成17年） | 2,682            | [ 利用客数 7 ]  |
| 2006年（平成18年） | 2,668            | [ 利用客数 8 ]  |
| 2007年（平成19年） | 2,622            | [ 利用客数 9 ]  |
| 2008年（平成20年） | 2,697            | [ 利用客数 10 ] |
| 2009年（平成21年） | 2,645            | [ 利用客数 11 ] |
| 2010年（平成22年） | 2,614            | [ 利用客数 12 ] |
| 2011年（平成23年） | 2,640            | [ 利用客数 13 ] |
| 2012年（平成24年） | 2,723            | [ 利用客数 14 ] |
| 2013年（平成25年） | 2,887            | [ 利用客数 15 ] |
| 2014年（平成26年） | 2,771            | [ 利用客数 16 ] |
| 2015年（平成27年） | 2,850            | [ 利用客数 17 ] |
| 2016年（平成28年） | 2,862            | [ 利用客数 18 ] |
| 2017年（平成29年） | 2,930            | [ 利用客数 19 ] |
| 2018年（平成30年） | 2,998            | [ 利用客数 20 ] |
| 2019年（令和元年） | 2,939            | [ 利用客数 21 ] |

## 相鄰車站
東日本旅客鐵道（JR東日本）
■兩毛線
前橋大島－駒形－伊勢崎

### 使用情況
1. ↑  . 東日本旅客鉄道.   [2019-07-05]. （原始内容存档于2019-07-05）. （页面存档备份，存于）
2. ↑  . 東日本旅客鉄道.   [2019-03-22]. （原始内容存档于2019-03-28）. （页面存档备份，存于）
3. ↑  . 東日本旅客鉄道.   [2019-03-22]. （原始内容存档于2019-03-28）. （页面存档备份，存于）
4. ↑  . 東日本旅客鉄道.   [2019-03-22]. （原始内容存档于2019-03-28）. （页面存档备份，存于）
5. ↑  . 東日本旅客鉄道.   [2019-03-22]. （原始内容存档于2019-03-28）. （页面存档备份，存于）
6. ↑  . 東日本旅客鉄道.   [2019-03-22]. （原始内容存档于2019-03-28）. （页面存档备份，存于）
7. ↑  . 東日本旅客鉄道.   [2019-03-22]. （原始内容存档于2019-03-28）. （页面存档备份，存于）
8. ↑  . 東日本旅客鉄道.   [2019-03-22]. （原始内容存档于2019-03-28）. （页面存档备份，存于）
9. ↑  . 東日本旅客鉄道.   [2019-03-22]. （原始内容存档于2019-03-28）. （页面存档备份，存于）
10. ↑  . 東日本旅客鉄道.   [2019-03-22]. （原始内容存档于2019-03-28）. （页面存档备份，存于）
11. ↑  . 東日本旅客鉄道.   [2019-03-22]. （原始内容存档于2019-03-28）. （页面存档备份，存于）
12. ↑  . 東日本旅客鉄道.   [2019-03-22]. （原始内容存档于2019-03-28）. （页面存档备份，存于）
13. ↑  . 東日本旅客鉄道.   [2019-03-22]. （原始内容存档于2019-03-28）. （页面存档备份，存于）
14. ↑  . 東日本旅客鉄道.   [2019-03-22]. （原始内容存档于2019-03-22）. （页面存档备份，存于）
15. ↑  . 東日本旅客鉄道.   [2019-03-22]. （原始内容存档于2016-03-04）. （页面存档备份，存于）
16. ↑  . 東日本旅客鉄道.   [2019-03-22]. （原始内容存档于2019-03-22）. （页面存档备份，存于）
17. ↑  . 東日本旅客鉄道.   [2019-03-22]. （原始内容存档于2019-03-22）. （页面存档备份，存于）
18. ↑  . 東日本旅客鉄道.   [2019-03-22]. （原始内容存档于2019-03-22）. （页面存档备份，存于）
19. ↑  . 東日本旅客鉄道.   [2019-03-22]. （原始内容存档于2019-03-22）. （页面存档备份，存于）
20. ↑  . 東日本旅客鉄道.   [2019-07-05]. （原始内容存档于2019-07-05）. （页面存档备份，存于）
21. ↑  . 東日本旅客鉄道.   [2020-07-12]. （原始内容存档于2020-07-10）. （页面存档备份，存于）

## 外部連結
- 車站資訊（駒形）：東日本旅客鐵道